# Lady Henderson presenta
Lady Henderson presenta (Mrs Henderson Presents) è un film del 2005 diretto da Stephen Frears.
Il film si basa in parte su vicende realmente accadute. A Londra esisteva effettivamente un teatro chiamato Windmill (ormai chiuso) nella zona di Soho, che rimase aperto nonostante i bombardamenti durante la seconda guerra mondiale, e sono realmente esistiti un'intraprendente e ricca vedova finanziatrice (nata nel 1863 e vissuta fino al 1944) che lo acquistò e un direttore artistico del teatro col nome di Vivian Van Damm (1895-1960).

## Trama
Anni trenta. La signora Laura Henderson rimane vedova e con una grande fortuna in eredità. Dopo vari fallimentari tentativi di impiegare tempo e soldi con il ricamo e le opere pie, lady Henderson compra il fatiscente teatro Windmill e ingaggia l'energico signor Van Damm come direttore artistico. Si parte quindi con un varietà musicale che ha un grande successo, ma non appena gli altri teatri copiano l'idea, il Windmill si ritrova con scarso pubblico e magri incassi. Allora Laura ha l'idea vincente: spogliare le ballerine come al Moulin Rouge; basta solo ottenere il consenso del Gran Ciambellano censuratore. L'abile signora riesce a strappare un compromesso: le ballerine potranno mostrarsi nude, ma dovranno rimanere immobili come fossero "opere artistiche".
Per la prima volta in Inghilterra, la nudità arriva in teatro, ed è un gran successo, ma l'atmosfera di festa si guasta quando scoppia la guerra e Londra viene ripetutamente bombardata. Lady Henderson decide di non chiudere il teatro: vuole che i giovani soldati destinati al martirio abbiano un luogo di relax e distrazione nonostante i continui bombardamenti.
La storia ha un triste risvolto quando Laura racconta di avere avuto un figlio morto nella prima guerra mondiale nel 1915 a 21 anni, e sepolto in un cimitero di guerra in Francia. Dopo la sua morte scopre che il figlio (che non aveva mai avuto una ragazza) teneva nascosta tra le sue cose la foto di una bella donna nuda. La morale corrente considerava la nudità un tabù che Laura vuole infrangere.

## La critica
- «... Fantasia, sentimento, bella e attenta ricostruzione, un po' di calligrafismo. Attori perfetti, corpi bianchi e levigati, qualche nudo divertente, anche maschile. E Frears è un amico, una sicurezza, fa del cinema, senza eccesso di effetti speciali, senza violenza e senza politicamente corretto. Racconta una storia. Val sempre la pena di vederla.» (mymovies.it)[1]
- «La commedia parte alla grande in deliziosa sintonia con l'humour british, si diverte da matti nel curiosare dietro le quinte del vaudeville col manager Bob Hoskins, che si leva le mutande per amor d'arte. Purtroppo poi Stephen Frears, amante del teatro (vedi il film su Joe Orton) quando entra in scena Hitler non rinuncia a una dose doppia di retorica che tramuta il ritmo brillante del modernariato teatrale in una sfacciata Mrs. Miniver. Divertente la nascita del nudo e la lotta col Ciambellano: la frase "the show must go on" nacque allora? Il battibecco romantico è affidato alla sovrumana abilità e al glorioso "birignao" di Judi Dench fra topless e comprimari di classe. Voto: 7.» (Maurizio Porro - Il Corriere della Sera)[2]
- «... il gustoso "Lady Henderson presenta" (2005) di Stephen Frears, con una formidabile coppia di interpreti, Bob Hoskins e Judi Dench, accomunati da un progetto imprenditoriale nella Londra anni Trenta. La Dench, sempre strepitosa, è la munifica vedova di ritorno in Inghilterra dall'India, una lady aristocratica che si getta nell'impresa del rilancio di un teatro di varietà puntando tutto sulla novità dell'introduzione del nudo femminile negli spettacoli.» (Giancarlo Grossini - Corriere della Sera)[3]
- «... Sulla bilancia positiva di "Lady Henderson presenta" va messo il virtuosismo della coppia protagonista. Bob Hoskins si conferma magistrale nel gestire con sommessa autoironia il complesso carattere del suo personaggio e la grande Judi Dench non ha perso il brio che quasi mezzo secolo fa la impose come la più fresca e originale Giulietta di tutti i tempi nello spettacolo con cui il nostro Franco Zeffirelli insegnò agli inglesi un nuovo modo di inscenare Shakespeare.» (Tullio Kezich - Il Corriere della Sera)[4]

## Colonna sonora
- La Marsigliese, arrangiamento di George Fenton
- All the Things You Are, musica di Jerome Kern, testo di Oscar Hammerstein II
- (You May Not Be an Angel, but) I'll String Along with You", musica di Harry Warren, testo di Al Dubin
- Letting in the Sunshine, testo di Noel Gay, cantata da Will Young (che recita nella parte di Bertie)
- Sweet Inspiration, testo di P. Boyle, R. Bristow, C. Rose; musica di George Fenton e Simon Chamberlain
- The Grecian Frieze, testo di P. Boyle, R. Bristow, C. Rose; musica di George Fenton e Simon Chamberlain
- Blue Nightfall, musica di Burton Lane, testo di Frank Loesser, cantata da Camille O'Sullivan (che recita nella parte di Jane)
- Sails of the Windmill, testo di Hyslop e Rose, musica di George Fenton e Simon Chamberlain, cantata da Camille O'Sullivan e Will Young
- Goody Goody, musica di Matty Malneck, testo di Johnny Mercer, cantata da Camille O'Sullivan e Will Young
- The Teddy Bears' Picnic, musica di John Walter Bratton, testo di Jimmy Kennedy
- Babies of the Blitz, testo di D. Barnes e R. Burrows, musica di George Fenton e Simon Chamberlain
- Girl in the Little Green Hat, testo di Jack Scholl, Bradford Browne e Max Rich, canta Will Young
- Franz Joseph Haydn, Quartetto d'archi in Re Maggiore n. 53 op. 64 Hob. III:63 L'Allodola

## Titoli di distribuzione
- Madame Henderson présente: Canada (titolo francese), Francia
- I Kyria Henderson parousiazei: Grecia
- Lady Henderson präsentiert: Germania
- Mrs Henderson Presents: USA, Paesi Bassi
- Mrs Henderson presenterar: Svezia
- Mrs. Henderson esittää: Finlandia
- Mrs. Henderson presenta: Spagna
- Pani Henderson: Polonia
- Sra. Henderson Apresenta: Brasile
- Mrs. Henderson presenterei: Norvegia

## Location
- Chester Terrace, Regent's Park, Londra (esterni)
- Cliveden House, Taplow, Buckinghamshire, Inghilterra (esterni)
- Coombe Hill, Buckinghamshire (parte iniziale della scena del funerale)
- Francia (sequenza nel cimitero di guerra inglese)
- Londra
- Serre Road No. 1, 1914-1918, Commonwealth Cemetery, Piccardia, Francia
- Shepperton Studios, Shepperton, Surrey, Inghilterra

## Riconoscimenti
- 2005 - National Board of Review Awards
  - Miglior cast
- 2005 - Oscar (Academy Awards)
  - Candidato per i migliori costumi (Sandy Powell)
  - Candidato per la migliore attrice protagonista (Judi Dench) [5]
- 2005 - BAFTA
  - Candidato per le migliori musiche (George Fenton)
  - Candidato per i migliori costumi (Sandy Powell)
  - Candidato per la migliore attrice protagonista (Judi Dench)
  - Candidato per la migliore sceneggiatura (Martin Sherman) [6]
- 2005 - Hollywood Film Festival
  - Hollywood World Award per il miglior film
- 2006 - Golden Globe
  - Candidato come miglior film musicale
  - Candidato per il migliore attore non protagonista (Bob Hoskins)
  - Candidato per la migliore attrice in un film commedia o musicale (Judi Dench)
- 2006 - Empire Awards
  - Migliore attrice esordiente (Kelly Reilly)
- 2006 - London Critics Circle Film Awards
  - Premio ALFS – Migliore attrice esordiente (Kelly Reilly)